# ویکتور پالسون
ویکتور پالسون (انگلیسی: Victor Pálsson؛ زادهٔ ۳۰ آوریل ۱۹۹۱) بازیکن فوتبال اهل ایسلند است.
از باشگاه‌هایی که در آن بازی کرده‌است می‌توان به باشگاه فوتبال هیبرنین، باشگاه ورزشی آرهوس، باشگاه فوتبال ان. ئی. سی، و باشگاه فوتبال هلسینگبورگس، باشگاه فوتبال لیورپول، باشگاه فوتبال داگنم و ردبریج، باشگاه فوتبال نیویورک رد بولز، باشگاه فوتبال ان. ئی. سی، و تیم ملی فوتبال ایسلند اشاره کرد.
وی همچنین در تیم‌های ملی فوتبال زیر ۱۷، ۱۹ و ۲۱ سال ایسلند بازی کرده‌است.